# Dominicas de la Inmaculada Concepción
La Congregación de Hermanas Dominicas de la Inmaculada Concepción (oficialmente en francés: Congregation des Sœurs Dominicaines de l'Immaculée Conception) es un instituto religioso católico femenino, de vida apostólica y de derecho pontificio, fundado por la religiosa francesa Françoise-Geneviève Portalet, en Toulouse, en 1869. A las religiosas de este instituto se les conoce también como dominicas de la Inmaculada y posponen a sus nombres las siglas D.I.C.

## Historia
Los orígenes de la congregación se remontan a la comunidad fundada en 1866 en Toulouse (Francia), por Françoise-Geneviève Portalet (Eduviges Portalet), de la Congregación de las Hermanas de la Inmaculada Concepción de Marsella (de Louis-Toussaint Dassy). En 1869, Portalet, con la colaboración de su confesor, el dominico Hyacinthe-Marie Cormier, separó la comunidad de Toulouse y la convirtió en una congregación religiosa independiente. En 1884 fue afiliada a la Orden de los Predicadores.
La congregación se expandió rápidamente, incluso fuera de Francia, ya en 1889, se abrieron las misiones de Ecuador y Perú. El instituto recibió la aprobación pontificia, mediante decretum laudis del 7 de marzo de 1899, del papa León XIII.

## Organización
La Congregación de Hermanas Dominicas de la Inmaculada Concepción es un instituto religioso de derecho pontificio, internacional y centralizado, cuyo gobierno es ejercido por una superiora general. La sede central se encuentra en Roma (Italia).
Las dominicas de la Inmaculada se dedican a la educación e instrucción cristiana de la juventud, a la atención de los enfermos y de los ancianos y a las obras parroquiales. Estas religiosas visten un hábito compuesto por una túnica blanca y velo negro y forman parte de la familia dominica. En 2017, el instituto contaba con 345 religiosas y 66 comunidades, presentes en Argentina, Colombia, Ecuador, Estados Unidos, Francia, España, Italia y México.